# 宇治市消防本部
宇治市消防本部（うじししょうぼうほんぶ）は、京都府宇治市の消防部局（消防本部）。管轄区域は宇治市全域。

## 概要
- 消防本部：宇治市宇治下居13-2
- 管内面積：67.55km2
- 職員定数：185人
- 消防署3か所、消防分署2か所
- 主力機械（2023年4月1日現在）
  - 普通消防ポンプ自動車：４
  - 水槽付消防ポンプ自動車：４
  - はしご付消防自動車：２
  - 化学消防自動車：2
  - 救急自動車：6
  - 救助工作車：2
  - 指揮指令車：１
  - 指令車：4
  - 防災指令車：1
  - 査察広報車：５
  - 指令広報車：１
  - 救急普及啓発広報車：1
  - 資機材搬送車：1
  - 水防資機材搬送車：１
  - 舟艇搬送車：3
  - 人員搬送車：1

## 組織
- 本部 - 消防総務課、予防課、市民安全室警防課、市民安全室救急課
- 消防署 - 予防指導課、消防課

## 消防署
| 消防署   | 住所             | 消防分署                  |
| -------- | ---------------- | ------------------------- |
| 中消防署 | 宇治下居13-2     | 槇島：槇島町吹前91-1      |
| 西消防署 | 伊勢田町遊田10-3 | 伊勢田：伊勢田町大谷19-16 |
| 東消防署 | 木幡南端5        | なし                      |